# Karl Friedrich Eichhorn

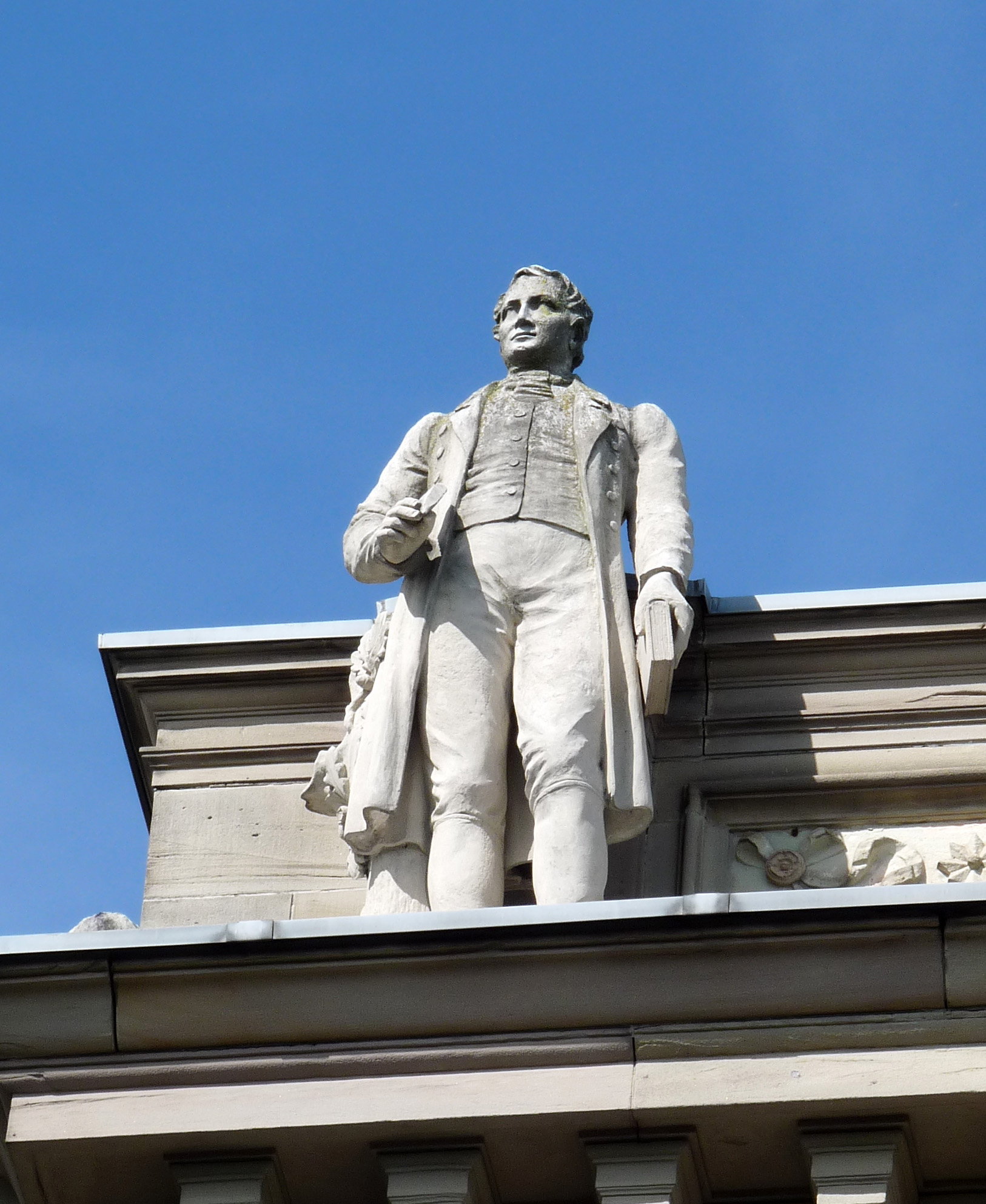
Szobra a straßburgi egyetem főépületén

Karl Friedrich Eichhorn (Jéna, 1781. november 20. – Köln, 1854. július 4.) német jogtudós, Johann Gottfried Eichhorn fia.

## Élete
Göttingenben tanult, 1801-ben a birodalmi kamarai törvényszéknél kezdte meg működését és 1803-ban Göttingenben habilitáltatta magát, ahol az ítélőszék tagja lett. 1805-ben Odera-Frankfurtban lett tanár, ahonnan az egyetemnek a fővárosba áttételekor 1811-ben ő is Berlinbe jött és 1815-ben Savigny-val együtt a Zeitschrift für geschichtliche Rechtwissenschaft-ot alapította meg. 1813-ban mint önkéntes a porosz honvédségbe lépett, 1814-től ismét Berlinben és 1817 és 1829 Göttingenben tanított, 1832-ben megint Berlinben működött, de 2 év múlva, mellbaja miatt kénytelen volt tanszékét otthagyni. Aztán titkos főtörvényszéki tanácsos, 1838-ban az államtanács, 1842-ben a törvényhozótestület és 1843-ban a főszámvevőszék tagja lett. Ez utóbbi hivataláról már 1844-ben lemondott. 1838-1841-ben és 1844-46-ban a szövetségi választott bíróság tagja volt. 1847-ben valamennyi hivataláról lemondott.

## Művei
- Deutsche Staats- und Rechtsgeschichte (Göttinga, 1808-22; 5. kiad. 1843-45, 4 kötet);
- Einleitung in das deutsche Privatrecht (uo. 1824, 0. kiad. 1845);
- Ueber Allodifikation der Lehen (uo. 1828);
- Grundsätze des Kirchenrechts (uo. 1831-33, 2 kötet);
- Betrachtungen über die Verfassung des Bundes (Berlin, 1833);
- Chriemhildens Rache (Göttingen, 1824, szomorújáték).[7]